# 沃尔沃850
沃尔沃850（Volvo 850）是由沃尔沃汽车公司（中文亦稱富豪汽車）生产的一款紧凑型豪华轿车，于1991-1996年推出。

## 汽車賽事
1994年，富豪汽車以本車的賽事改裝型參與英國旅行車錦標賽，分站最佳成績為第5名完賽。
1. ↑  . Media.ford.com.   [2010-12-06]. （原始内容存档于2010-06-15）.
2. ↑  Super Touring Register. . Super Touring Register.   [2024-05-15].